# Nouakchott King’s
ASC Zem Zem (arabisch الجمعية الرياضية والثقافية نصر زمزم, DMG al-Ǧamʿiyya ar-riyāḍiyya wa-ṯ-ṯaqāfiyya Naṣr Zamzam) ist ein mauretanischer Fußballverein aus Sebkha, einem Teil der Hauptstadt Nouakchott, welcher in der Ligue 1 Mauretanien, der ersten Liga des Landes, spielt. Seine beste Zeit erlebte der Verein zwischen 2003 und 2007, in denen man dreimal Meister werden konnte und einmal den Pokal sowie den Super Cup holen konnte. Früher hieß der Verein ASC Nasr de Sebkha (Association Sportive et Culturelle Nasr de Sebkha). Seit 2016 spielt er unter dem Namen Nouakchott King’s.

## Geschichte
Der Verein wurde 1997 gegründet und entwickelte sich schnell zu einem der erfolgreichsten Vereine in Mauretanien. Bereits 2003 konnte der erste Meistertitel gefeiert werden, weitere folgten im Jahr 2005 und 2007. Seit 2007 konnte der Verein jedoch keine Erfolge mehr feiern und rutschte in die Mittelmäßigkeit ab. 2013 sowie 2022 folgten dann mit den Pokalsiegen die bisher letzten beiden Titel.

## Bisherige Vereinsnamen
- ASC Nasr de Sebkha (1997–2013)
- ASC Nasr Zam Zam (2013–2016)
- Nouakchott King’s (seit 2016)

## Erfolge
- Meisterschaften: 3

2003, 2005, 2007
- Pokal: 3

2006, 2013, 2022
- Mauretanischer Super Cup: 1

2003

## Statistik in den CAF-Wettbewerben
| Wettbewerb                | Runde         | Gegner            | Hinspiel | Rückspiel |  |
| ------------------------- | ------------- | ----------------- | -------- | --------- |  |
|                           |               |                   |          |           |  |
| CAF Cup Winners 2003      | 1. Runde      | WAC Casablanca    | 0:2 (A)  | 0:0 (H)   |  |
| CAF Champions League 2004 | Qualifikation | Hassania d’Agadir | 0:7 (A)  | 0:3 (H)   |  |
| CAF Champions League 2006 | Qualifikation | Raja Casablanca   | n. a.    | n. a.     |  |

- 2006: Der Verein zog seine Mannschaft nach der Auslosung zurück.